# 분덕스
분덕스(The Boondocks)는 미국의 만화가 에런 맥그루더의 일간 코믹 스트립이다. 2005년 11월 6일에는 어덜트 스윔 에서 애니메이션화되었다.